# Liste der Biografien/Milk
Liste der Biografien |
Portal Biografien |
Personensuche
# |
A |
B |
C |
D |
E |
F |
G |
H |
I |
J |
K |
L |
M |
N |
O |
P |
Q |
R |
S |
T |
U |
V |
W |
X |
Y |
Z |
?
 
Ma |
Mb |
Mc |
Md |
Me |
Mf |
Mg |
Mh |
Mi |
Mj |
Mk |
Ml |
Mm |
Mn |
Mo |
Mp |
Mq |
Mr |
Ms |
Mt |
Mu |
Mv |
Mw |
Mx |
My |
Mz
 
Mia |
Mib |
Mic |
Mid |
Mie |
Mif |
Mig |
Mih–Mik |
Mil |
Mim |
Min |
Mio |
Mip |
Miq |
Mir |
Mis |
Mit |
Miu |
Miv |
Miw |
Mix |
Miy |
Miz
 
Mila |
Milb |
Milc |
Mild |
Mile |
Milf |
Milg |
Milh |
Mili |
Milj |
Milk |
Mill |
Milm |
Miln |
Milo |
Milq |
Milr |
Mils |
Milt |
Milu |
Milv |
Milw |
Mily |
Milz
Die Liste der Biografien führt alle Personen auf, die in der deutschsprachigen Wikipedia einen Artikel haben. Dieses ist eine Teilliste mit 30 Einträgen von Personen, deren Namen mit den Buchstaben „Milk“ beginnt.

## Milk
- Milk, Chris, US-amerikanischer Musikvideoregisseur
- Milk, Harvey (1930–1978), US-amerikanischer Politiker und Bürgerrechtler der Schwulen- und LesbenbewegungHarvey Milk (1930–1978)

Harvey Milk (1930–1978)

### Milka
- Milkau, Fritz (1859–1934), deutscher Bibliothekar und Bibliothekswissenschaftler
- Milkau, Hans Dedo von (1858–1913), sächsischer Generalmajor
- Milkau, Max von (1850–1908), sächsischer Generalleutnant

### Milke
- Milke, Anja (* 1968), deutsche Fußballspielerin
- Milke, Christa (1950–2024), deutsche Autorin und Künstlerin
- Milke, Debra (* 1964), US-amerikanische Todeskandidatin
- Milke, Hubertus (* 1962), deutscher Bauingenieur und Professor für Wasserwirtschaft, Hydrologie und Siedlungswasserwirtschaft
- Milke, Willi (1896–1944), deutscher kommunistischer Widerstandskämpfer gegen den Nationalsozialismus
- Milken, Michael (* 1946), US-amerikanischer Finanzier und Investmentbanker
- Milkereit, Willi (1910–1987), deutscher Politiker (GB/BHE), MdL
- Milkert, Felix (1894–1919), deutscher Kommunist und zur Gründung der Kommunistischen Partei Deutschlands Vorsitzender des Ortsverbandes Spandau

### Milkh
- Milkha Singh († 2021), indischer Sprinter

### Milki
- Milkilu, antiker Stadtfürst von Gezer
- Milkins, Robert (* 1976), englischer Snookerspieler

### Milkm
- Milkman, Ruth (* 1954), US-amerikanische Soziologin

### Milko
- Milko-Tschernomorez, Julija (* 1975), belarussische Freestyle-Skierin
- Milkov, Nikolay (* 1953), deutsch-bulgarischer Philosoph und außerplanmäßiger Professor
- Milković, Josip (* 1942), jugoslawisch-kroatischer Handballspieler und -trainer
- Milković, Veljko (* 1949), serbischer Autor und Erfinder
- Milkow, Fjodor Nikolajewitsch (1918–1996), russisch-sowjetischer Physiogeograph, Landschaftsgeograph und Hochschullehrer
- Milkowa, Iwelina (* 2003), bulgarische Leichtathletin
- Milkoweit, Gustav (1908–1988), deutscher Politiker (FDP, GB/BHE), MdL
- Milkowicz, Wladimir (1857–1920), galizischer Geschichtsforscher
- Milkowski, Bill (* 1954), US-amerikanischer Jazzautor
- Miłkowski, Hubert (* 1999), polnischer Filmschauspieler
- Milkowski, Sarah (* 1992), deutsche Dartspielerin
- Miłkowski, Zygmunt (1824–1915), polnischer Schriftsteller

### Milks
- Milks, Hib (1899–1949), kanadischer Eishockeyspieler